# Put spasa
Put spasa bio je jedina uska komunikacija hrvatskih branitelja grada Jajca sa slobodnim teritorijem BiH. Njime je dolazila pomoć, evakuirani ranjenici i civili vodio je preko teških brdovitih terena smjerom od Jajca do Travnika. Bila je jedina komunikacija koja je održavala na životu Hrvate i Muslimane u Središnjoj Bosni ali i šire.
Jajce je bilo u potpunom okruženju srpskih snaga. Jajce i Put spasa izgledali su kao otok i uski most koji povezuje ostale slobodne djelove BiH pod kontrolom HVO-a. Put je vodio od Turbeta preko Karaule, trasom napuštene željezničke pruge, kroz bespuća Dnolučke planine, kroz mjestašca Ćosiće, Dubrave, Krezluk do Rike i ulaza u Jajce. Na mjestima je koridor bio širine puškometa. Koristilo ga se samo noću, jer je tad bio najmanji rizik. Vozilo se bez upaljenih svjetala.
Civili su postupno tijekom borba napuštali grad Putem spasa. No ni tada ovi ljudi nisu imali mira, premda ih se po Ženevskoj konvenciji nije smjelo dirati. Velikosrpski osvajač gađao je konvoje s izbjeglicama.
Prema procjeni generala Ante Prkačina u svom izvješću oko neuspjele pomoći Jajcu stoji da kod izlaza iz Turbeta je jedno vrlo usko suženje koje su Srbi mogli u svakom trenutku presjeći. Procijenio je da Srbi namjerni ga nisu htjeli presjeći, da ne bi time natjerali branitelje u očaj pa da tad branitelji upotrijebe svu snagu koju su imali a koju Srbi očito nisu u potpunosti osjetili.
Prema događajima koji slijede kraju listopada 1992. i zabilježeni su u dokumentima, otkriva se da postojao podao plan na stvaranju okolnosti koje će dovesti do slabljenja obrane Jajca i njegovom padu. Četiri su ključna događaja na Putu spasa od 19. do 28. listopada 1992. godine.
19. listopada Muslimani iz ABiH su u općini Novi Travnik, u području sela Šenkovići napali zapovjednika HVO-a Jajce, Stjepana Blaževića i predsjednika HVO-a Jajce, Nikolu Bilića koji su se vraćali u Jajce s jednog od brojnih odlazaka u Hercegovinu i Hrvatsku gdje su pojašnjavali najnovije prilike i tražili daljnju pomoć. HVO je pokušao smiriti tenzije, a zapovjednik novotravničke brigade ABiH našao je nove razloge za sukob u trenutku kada je glavnina snaga HVO Novi Travnik na položajima prema Srbima Donjeg Vakufa, a dijelovi HVO-a susjednih općina su u Jajcu gdje se sprema nova srpska ofenziva. Sukob se prelio na susjedna sela, muslimani su prvi put koristili teško topništvo protiv Hrvata. Neuspjela muslimanska akcija koja je rezultirala da je HVO čak odbacio ABiH na periferiju grada koji je od tad podijeljen, rezultirala je bošnjačko-muslimanskom odlukom o prekidom napada. 23. listopada, a dojučer zaraćene kolege vratile su se u Novi Travnik na posao kao da ništa nije bilo. Generali Slobodan Praljak, Jasmin Jaganjac i Ante Prkačin, upućeni od samog vrha hrvatske države da pomognu Središnjoj Bosni, mnogo su učinili na prevladavanju nesporazuma. Na drugoj točki nekoliko dana prije, 20. listopada, na nadzornoj točki koju su na istočnom izlazu iz Travnika držali pripadnici bošnjačkih oružanih snaga, ubili su zapovjednika HVO Travnik Ivicu Stojaka, a teško ranili načelnik stožera brigade Zvonka Gašu. Stojakov automobil je nadzornoj točki zaustavio pripadnik postrojbe ABiH zvane Sedma muslimanska brigada koji je bio i egzekutor. Težinu zločina oslikava iznevjereno povjerenje, jer zapovjednik te nadzorne točke bio je Stojakov dobar prijatelj. Stojak je tog dana zaputio se u Novi Travnik radi zaustavljanja žestokog sukoba bošnjačkih i hrvatskih snaga u Novom Travniku koji je prijetio ozbiljnim eskaliranjem. Stojak je uživao autoritet i bio je u dobrim odnosima s bošnjačkim i hrvatskim zapovjednicima. Sve ukazuje da nekomu nije bio interes da se sukob zaustavi. Sukob se isti dan se proširio i na Vitez. Treći moment bio je u Uskoplju. Već 21. listopada GS HVO prima izvješće da u Uskoplju i Rami su napetosti i izvjesno izbijanje sukoba svakog trena. Hrvati su poduzeli sve mjere sigurnosti da bi se spriječili sukobi snaga HVO i ABiH na rubnim područjima Operativne zone Sjeverozapadna Hercegovina, a posebno u tim gradićima, Uskoplju i Rami. 23. listopada snage događa se treći ključni sukob na Putu spasa. ABiH u blizini sela Dobrošina u zasjedi ubija skupinu pripadnika savezničkog im HVO, jer je namjeravala ovladati prometnicom Bugojno - Uskoplje. Četvrta točka bila je isti dan, kad se sukob prenio u Ramu gdje su izbile borbe u samom gradu te istovremeni napadi pripadnika ABiH na okolna sela potpomognuta snagama iz Uskoplja i Jablanice. Bošnjačko-muslimanski civili napustili su Ramu i smjestili se u susjednoj jablaničkoj općini. Sukob je prestao 25. listopada kad je veći dio ramske općine došao pod nadzor HVO. Važno je istaknuti da su pripadnici Armije BiH iz ramskih sela odbili zapovijed nadređenog zapovjednika, glavnog zapovjednika TO općine Prozor da napadnu HVO i položili su oružje.
HVO je za ove nerede optužio trojicu iz ABiH, kojima je zajedničko da su bili dojučerašnji časnici JNA: Fahrudina Agića u Uskoplju, Muharema Šabića u Rami/Prozoru i Refika Lendu u Novom Travniku. Kako se pokazalo, najodgovorniji za rat Hrvata i Muslimana bili su časnici koji su došli iz JNA koji su preuzeli većinu vrha Armije BiH. Godinu prije sudjelovali su u razaranju hrvatskih gradova i sela i radili zločine u RH od Vukovara do Zadra, a nakon toga su 1992. godine prešli u Armiju BiH i nastavili raditi iste zločine, samo ovoga puta nad Hrvatima Bosne i Hercegovine.
HVO je u svim ovim lokalnim sukobima porazio ABiH koji je na ta četiri mjesta udario svom savezniku HVO-u s leđa. Nažalost, napadi su postigli glavni cilj – pomoć Jajcu je prekinuta, dok je Jajce trpilo najžešće udare srpskih snaga.
Brojni dokumenti iz tog vremena svjedoče zaključcima o prekidu vatre i deblokadi Puta spasa. Nažalost, s hrvatske strane radilo se na smirivanju tenzija, a određenim vrlo utjecajnim interesnim skupinama u vodstvu Muslimana to nije odgovaralo, pa dogovoreno u uredima nije vrijedilo na terenu.
U Hrvatskoj i Hercegovini pokušali su organizirati pomoć Jajcu. Organizirali su postrojbu bojna „Vitez Bosne Srebrene“, pod zapovjedništvom generala Ante Prkačina, a u čijem su sastavu bili iskusni ratnici Hrvati i Muslimani. Pokušaj nije uspio. Postrojba je 28. listopada krenula Putem spasa iz Gruda ka Središnjoj Bosni. Pojačani su sa specijalcima antiterorističkog voda sa Širokog Brijega i 20 mladića uvježbanih u Splitu, a rodom iz Središnje Bosne. Prvi zastoji zbili su se u dijelu Uskoplja pod nadzorom ABiH gdje su ih zaustavili,  ali ipak propustili do Bugojna. Novi zastoj je tamo. U ime tamošnjih postrojbi ABiH pregovarao je Senad Dautović, (poslije osuđen za zločine nad Hrvatima Bugojna). Umjesto pomoći hrvatsko-muslimanskoj bojovničkoj skupini koja je išla u pomoć Jajcu, stvari idu protivnim smjerom. Postrojbi ABiH pridružili su se pripadnici Vojne policije i Diverzantska grupa koji prijete napadom na postrojbu upućenu kao pomoć Jajcu. Obje su strane otkočile oružje. Radi rješavanja usijane situacije uslijedilo je petosatno koordiniranje s istim Refikom Lendom, kojeg HVO optužuje za slučaj napada na HVO u Novom Travniku. Lendo u Novom Travniku treba dati konačno dopuštenje za put preko Rostova. U Rostovu je već poznata mudžahedinska baza. Rasplet kojim se izbjeglo sukob jest povratak ka Uskoplju i put preko Pavlovice do Novog Travnika. Obećana im je pratnja policije, od koje nije bilo ništa. Konvoj je s Pavlovice mora vratiti se nazad do Rame, zbog prepreke na "poluprivatnom punktu" ABiH. Nada se ukazala kad im se jedan vod dio pripadnika ABiH iz Mostara pridružio pa su s novim jamstvima opet pošli prema Travniku. Kod Novog Travnika u Lendinoj Opari imali su manje probleme, ali su ipak stigli do privremenog cilja.  Bojna „Vitez Bosne Srebrene“ izgubila je dragocjenih 60 sati nepotreno se vozeći u autobusima pokušaju da se domogne Jajca.
28. listopada je zapovjednik OZ SZ Hercegovina pukovnik Željko Šiljeg s IZM Prozor, još je izvjestio Blaškića o "zapinjanju na putu" 350 bojovnika kod Rostova te da se traži alternativni prolaz preko Uskoplja i Fojnice na Novi Travnik, te s nevjericom upitao zašto se to zbiva.
Terenska izvješća koja su stizala pukovniku Blaškiću navodila su na zaključak o padu Jajca. General Prkačin ipak se odlučio osobno uvjeriti te se zaputio put Jajca. Vozeći se susretao je civile i vojnike u povlačenju prema Travniku te se i sam vratio u zapovjedništvo ABiH. Opet se našao s Blaškićem i Kordićem i osmišljaju projekta da sa 100 probranih bojovnika pokušaju vratiti se prema Jajcu te usput vratiti i bojovnike u odlasku, no dodatne pouzdane informacije pokazale su neizvodivost zamisli.
29. listopada bio je sastanak visokih vojnih i civilnih izaslanstava Hrvata i Muslimana radi prevladavanja nesporazuma. Nije urodio plodom, jer Jajce nije imalo koristi. Izgleda da je Put spasa nekima više nije bio potreban. ABiH nije trebao Put spasa je si je potrebe namirivala preko Galice i Gostilja a iz pravca Banja Luke. Dok su se povlačili iz Jajca, mjesna milicija Muslimana presretala je hrvatske bojovnike i razoružavala ih, a vratili ga u Travniku tek nakon prijetnje međusobnim sukobom. Izbjegli Muslimani iz Jajca ali i oni iz Bosanske Krajine smjestili su se većinom u Travnik i drugdje po Središnjoj Bosni, a Hrvati Jajca nisu imali gdje ostati u Središnjoj Bosni, tek šestina je ostala u lašvanskoj dolini, dok su ostali završili u Hercegovini, Hrvatskoj i drugdje po svijetu.